# New Moon (1940)
New Moon é um filme musical estadunidense de 1940 lançado pela Metro-Goldwyn-Mayer e dirigido por Robert Z. Leonard e W. S. Van Dyke. É a segunda adaptação cinematográfica da opereta The New Moon, que estreou na Broadway em 1928.
O filme foi incluído no livro de 1978, The Fifty Worst Films of All Time, de Harry Medved, Randy Dreyfuss e Michael Medved.

## Elenco
- Jeanette MacDonald ...Marianne de Beaumanoir
- Nelson Eddy ...Charles (Henri), Duc de Villiers
- Mary Boland ...Valerie de Rossac
- George Zucco ...Vicomte Ribaud
- H. B. Warner ...Padre Michel
- Grant Mitchell ...governador de Nova Orleans
- Stanley Fields ...Tambour
- Dick Purcell ...Alexander
- John Miljan ...Pierre Brugnon
- Ivan F. Simpson ...Guizot
- William Tannen ...Pierre
- Cecil Cunningham ...esposa do governador
- Joe Yule ...Maurice
- Ray Walker ...Coco
- George Irving ...capitão do navio
- Edwin Maxwell ...capitão
- Robert Warwick ...Comissário
- Claude King ...Monsieur Dubois
- Buster Keaton ...prisioneiro Lulu (sem créditos)